# Oda Wischmeyer
Oda Wischmeyer (* 20. August 1944 in Köslin) ist eine deutsche evangelische Theologin. Von 1993 bis 2009 war sie Professorin für das Neue Testament an der Friedrich-Alexander-Universität Erlangen-Nürnberg.

## Leben
Oda Wischmeyer studierte von 1963 bis 1968 Germanistik und evangelische Theologie in Göttingen und Heidelberg, wo sie 1973 mit einer Arbeit über 1 Kor 13  promoviert wurde. 1993 habilitierte sie sich in Heidelberg über das Buch Jesus Sirach. Von 1993 bis 2009 war sie Professorin für Neues Testament an der Universität Erlangen-Nürnberg.
Von 2005 bis 2007 war Oda Wischmeyer Dekanin der Theologischen Fakultät.
Oda Wischmeyer war Mitglied des Scientific Advisory Board at the Joint Faculties of Humanities and Theology an der Universität Lund (2009 bis 2012). In den Jahren 2008/2009 war sie Mitglied der Arbeitsgruppe „Theologien, Religionswissenschaft“ des Wissenschaftsrates. 2015 verlieh ihr die Universität Lund die Ehrendoktorwürde.
Oda Wischmeyer war mit dem 2025 verstorbenen Kirchenhistoriker Wolfgang Wischmeyer verheiratet. Der Theologe Johannes Wischmeyer und der Rechtswissenschaftler Thomas Wischmeyer sind ihre Söhne.

## Werk und Forschung
Oda Wischmeyers Forschungsschwerpunkt ist Neutestamentliche Hermeneutik. Weitere Forschungsgebiete sind Leben und Werk des Paulus, das Markus-Evangelium, der Jakobusbrief und das frühe Judentum, insbesondere Ben Sira.

## Schriften (Auswahl)
- Der Höchste Weg. Das dreizehnte Kapitel des 1. Korintherbriefes. Mohn, Gütersloh 1981, ISBN 3-579-00080-2.
- Die Kultur des Buches Jesus Sirach. de Gruyter, Berlin/New York 1995, ISBN 3-11-014564-2
- Hermeneutik des Neuen Testaments. Ein Lehrbuch. Francke, Tübingen/Basel 2004, ISBN 3-7720-8054-5.
- Von Ben Sira zu Paulus (Gesammelte Aufsätze zu Texten, Theologie und Hermeneutik des Frühjudentums und des Neuen Testaments, Bd. 1). Hg. v. E.-M. Becker, Tübingen 2004 (WUNT 173).
- Liebe als Agape. Das frühchristliche Konzept und der moderne Diskurs. Mohr Siebeck, Tübingen 2015 (englische Übersetzung: Love as Agape: The Early Christian Concept and Modern Discourse. Trans. W. Coppins. Waco: Baylor University Press 2021).
- Paulus. Beiträge zu einer intellektuellen Biographie (= Gesammelte Aufsätze zu Texten, Theologie und Hermeneutik des Frühjudentums und des Neuen Testaments, Bd. 2). Tübingen 2022 (WUNT 491), ISBN 978-3-16-161739-3.

### Als Herausgeberin
- mit Eve-Marie Becker: Was ist ein Text? Tübingen/Basel 2001 (NET 1).
- Herkunft und Zukunft der neutestamentlichen Wissenschaft. Tübingen/Basel 2003 (NET 6).
- mit S. Scholz: Die Bibel als Text. Tübingen 2008 (NET 14).
- mit Ch. Lubkoll: Ethical Turn? Geisteswissenschaften in neuer Verantwortung. München 2009.
- Lexikon der Bibelhermeneutik. Berlin/New York 2009.
- mit L. Scornaienchi: Polemik in der frühchristlichen Literatur. Texte und Kontexte. (BZNW 170), Berlin/Boston 2011.
- Paulus. Leben – Umwelt – Werke – Briefe. 2. verbesserte und erweiterte Auflage (UTB), Tübingen: A. Francke, 2012.
- Paul. Life – Setting – Work – Letters. London/New York: T&T Clark. Continuum, 2012.
- mit D. Sim/I. Elmer: Paul and Mark. Authors at the Beginning of Christianity / Paulus und Markus und die Anfänge frühchristlicher Theologie. de Gruyter, Berlin/Boston 2013.
- mit E.-M. Becker: Handbuch der Bibelhermeneutiken. Berlin 2016